# Berin Izvor
Berin Izvor (izvirno srbsko Берин Извор) je naselje v Srbiji, ki upravno spada pod Občino Babušnica; slednja pa je del Pirotskega upravnega okraja.

## Demografija
V naselju živi 86 polnoletnih prebivalcev, pri čemer je njihova povprečna starost 57,1 let (53,8 pri moških in 60,1 pri ženskah). Naselje ima 41 gospodinjstev, pri čemer je povprečno število članov na gospodinjstvo 2,20.
To naselje je v glavnem bolgarsko (glede na rezultate popisa iz leta 2002).
|  |

| Demografija | Demografija     | Demografija     |
| Leto        | Št. prebivalcev | Št. prebivalcev |
| ----------- | --------------- | --------------- |
|             |                 |                 |
|             |                 |                 |
|             |                 |                 |
|             |                 |                 |
| 1948        | 458             |                 |
| 1953        | 482             |                 |
| 1961        | 473             |                 |
| 1971        | 362             |                 |
| 1981        | 288             |                 |
| 1991        | 151             | 151             |
| 2002        | 90              | 90              |
|             |                 |                 |

| Etnična sestava po popisu iz leta 2002 | Etnična sestava po popisu iz leta 2002 | Etnična sestava po popisu iz leta 2002 | Etnična sestava po popisu iz leta 2002 | Etnična sestava po popisu iz leta 2002 |
| -------------------------------------- | -------------------------------------- | -------------------------------------- | -------------------------------------- | -------------------------------------- |
| Bolgari                                | Bolgari                                |                                        | 76                                     | 84,44%                                 |
| Srbi                                   | Srbi                                   |                                        | 12                                     | 13,33%                                 |
| Jugoslovani                            | Jugoslovani                            |                                        | 1                                      | 1,11%                                  |
| Neznano                                | Neznano                                |                                        | 0                                      | 0,0%                                   |